# چانه‌سیاهان
چانه‌سیاهان (نام علمی: Neoscopelidae) نام یک تیره از راسته فانوس‌ماهی‌سانان است.